# Стадион имени Карла Айкана

Стадион имени Карла Айкана (Icahn Stadium) расположен в Нью-Йорке (New York City) на острове Рэндалла (Randall’s Island), в парке (Randall’s Island Park). Открытие стадиона состоялось 23 апреля, 2005 года. На стадионе сделаны поле для футбола, восемь четырёхсот метровых беговых дорожек, сектора для прыжков и метаний. На трибунах установлено 5000 сидений.

История.

После постройки моста Триборо в 1936 году доступ на остров стал проще. В этом же году были открыты многие спортивные площадки. В том числе и легкоатлетический стадион, на котором тренировался неоднократный рекордсмен мира и будущий 4-кратный чемпион берлинских олимпийских игр 1936 года Джесси Оуэнс (Jesse Owens).
В 1955 году стадион получил название Даунина, в честь руководителя спортивным комплексом Джона Даунина. На этом стадионе в 1975 году дебютировал лучший футболист мира бразилец Пеле. В 1996 г. готовился к играм Тайгер Вудс. С 1938 года проводились музыкальные фестивали. В 2002 по 2005 стадион реконструировали. 23 апреля 2005 года состоялось открытие обновленного стадиона. Его назвали Айкан в честь мецената Карла Айкана.

Особенности конструкции.

Большая часть трибун закрыта крышей. Крыша поддерживается анкерными кабелями, закрепленными на земле и идущими по верхам осветительных мачт, поддерживая крышу над трибунами. Такая конструкция не ограничивает колоннами обзор зрителям. Пара осветительных мачт, напоминающих ракеты придает стадиону необычный вид.

Фонд острова Рэндалл.

В 1992 году была создана спортивная общественная организация «Остров Рэндалла» (The Randall’s Island Sports Foundation). «Остров Рэндалла» в тесном сотрудничестве с администрацией города и местной властью создает благоприятные условия для развития спорта, укрепления здоровья, сохранения окружающей среды и для спонсирования общественных детских программ. В Нью-Йорке проходят бесплатно детско-юношеские спортивные программы, в которых принимают участие школы Гарлема и Южного Бронкса.
Нью-Йорк подал заявку на включение стадиона им. Айкана в центр подготовки спортсменов к летним Олимпийским играм в 2012 году.

Стадион им. Айкана принимает более чем 200 000 спортсменов из высших школ и колледжей, профессиональных атлетов и зрителей в течение сезона. Каждый год количество соревнований растет.